# Bognanco
Bognanco là một đô thị ở tỉnh Verbano-Cusio-Ossola trong vùng Piedmont, có cự ly khoảng 120 km về phía đông bắc của Torino và khoảng 35 km về phía tây bắc của Verbania, ở biên giới với Thụy Sĩ. Tại thời điểm ngày 31 tháng 12 năm 2004, đô thị này có dân số 283 người và diện tích là 58.0 km².
Bognanco giáp các đô thị: Antrona Schieranco, Crevoladossola, Domodossola, Montescheno, Trasquera, Zwischbergen (Thụy Sĩ).